# 威廉克里斯托弗森山
85°33′S 167°20′W / 85.550°S 167.333°W
威廉克里斯托弗森山，是南極洲的山峰，位於阿蒙森海岸，處於恩格爾斯塔德山以東6公里，俯瞰阿塞爾海伯格冰川源頭南部，在1911年由挪威探險家發現，現時由南極條約體系管理。